# Охтериды
Охтериды (лат. Ochteridae)  — семейство полужесткокрылых из подотряда клопов.

## Описание
Тело широкое, овальное, слегка приплюснутое. Глаза большие, выпуклые, имеется и пара простых хорошо развитых глазков. Усики из четырёх члеников, расположены под глазами, короче головы. Хоботок доходит до основания брюшка. Передние и средние лапки состоят из двух члеников, защние лапки - из трёх.

## Экология
Эти клопы живут на влажной почве у водоёмов, являются хищниками.

## Систематика
В мировой фауне около 90 видов и 3 современных и 5 ископаемых родов:
- †Angulochterus  Yao, Zhang & Ren, 2011
- †Floricaudus Yao, Ren & Shih, 2011
- Megochterus Jaczewski, 1934
- Ochterus Latreille, 1807
- Ocyochterus Drake & Gómez-Menor, 1954
- †Pristinochterus Yao, Cai & Ren, 2007
- †Riegerochterus Popov & Heiss, 2014
- †Yuripachys Kment, Carapezza & Jindra, 2020